# Млынаже (гмина)
Млынаже (пол. Młynarze) — сельская гмина (волость) в Польше, входит как административная единица в Макувский повет, Мазовецкое воеводство. Население — 1770 человек (на 2004 год).

## Демография
| Перепись                       | Всего   | Всего | Женщины | Женщины | Мужчины | Мужчины |
| ------------------------------ | ------- | ----- | ------- | ------- | ------- | ------- |
| Единицы                        | человек | %     | человек | %       | человек | %       |
| Население                      | 1770    | 100   | 857     | 48,4    | 913     | 51,6    |
| Плотность населения (чел./км²) | 23,6    | 23,6  | 11,4    | 11,4    | 12,2    | 12,2    |

## Сельские округа
1. Длуголенка-Велька
2. Длуголенка-Коски
3. Глажево-Холевы
4. Глажево-Свеншки
5. Герваты
6. Колаки
7. Млынаже
8. Модзеле
9. Охенки
10. Огоны
11. Рупин
12. Садыкеж
13. Стшемечне-Олексы
14. Селюнь
15. Заленже-Поникевка

## Соседние гмины
1. Гмина Червонка
2. Гмина Говорово
3. Гмина Ольшево-Борки
4. Гмина Ружан
5. Гмина Жекунь
6. Гмина Сыпнево